# Стакан наполовину порожній чи наполовину повний?

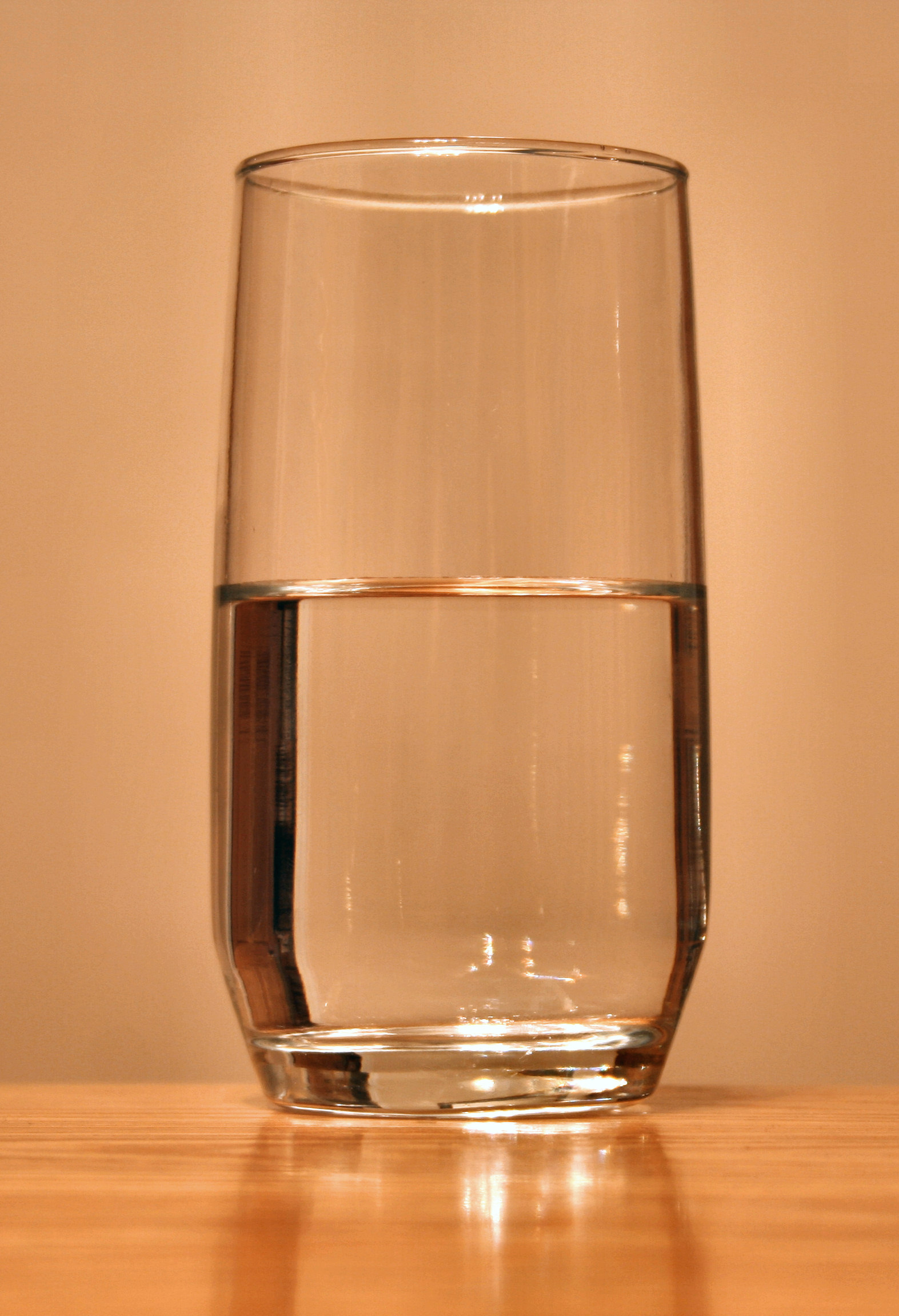
Щоб проілюструвати це образно: ця склянка наполовину порожня чи наполовину повна?

«Склянка наполовину порожня чи наполовину повна?» та інші подібні вирази, як-от прикметники склянка-наполовину повна або склянка-напівпорожня, є ідіомами, які протиставляють песимістичний і оптимістичний погляд на конкретну ситуацію чи світ у великий. «Наполовину повний» означає оптимістичний, а «наполовину порожній» означає песимістичний. Витоки цієї ідеї невідомі, але вона датується принаймні початком 20 століття. Джосія Стемп часто згадує про це у своїй промові 1935 року, але, хоча він і допоміг популяризувати це, варіант щодо автомобільного бензобака зустрічається в пресі з конотаціями оптимізму/песимізму ще в 1929 році, а стакан з водою згадується просто як інтелектуальний парадокс про кількість води (без посилання на оптимізм/песимізм) ще в 1908 році.
"'Відповіді' на данне питання"
'Орігінальні  Відповіді '
Песиміст скаже, що склянка наполовину порожня
Оптиміст скаже, що склянка наполовину повна
'Меми'
Фізик  може додати, що склянка на 100% повна (бо в склянці є нетільки вода а і повітря)
Інженер скаже, що склянка завелика для цієї кількості води 
Програміст подумає, що це бінарна проблема (не знаю точно, що це значить програмісти поправте якщо що) 0 порожня або 1 повна 
'Моя думка'
А я (Костище Дмитро) би сказав, що склянка одночасно  наполовину повна і наполовину порожня
{І я задумався над цим. і я вважаю що кожен стакан находитьця в гіпер позиції бо на приклад якщо в тебе пуста склянка то вона 100% пуста і на 0 повна по суті будь який стакан одночасно X%наповнено (100-X)%порожнеча.}
Так сказати склянка завжди повна,просто не завжди чим ми хочемо.